# Shōjōji no Tanuki-bayashi Ban Danemon
Shōjōji no Tanuki-bayashi Ban Danemon (證城寺の狸囃子 塙団右衛門? lett. "La caccia dei mostri di Danemon a Shojoji") è un cortometraggio giapponese del 1935, diretto da Yoshitaro Kataoka.

## Trama
Un uomo scorge una grande folla davanti ad una cartello: si offre una taglia di 1000 ryo per chi riuscirà ad uccidere il mostro del palazzo stregato. Allettato dalla ricompensa, Danemon Ban si avventura nel gigantesco palazzo. Lì si imbatte in una giovane legata che, una volta libera, riacquista la sua forma di tanuki stregato e mette ko a tradimento il pover'uomo.
Contenti di aver vinto contro Danemon Ban, i tanuki che popolano il palazzo ballano e festeggiano la loro caratteristica danza finché il loro avversario, fuori di sé, non riesce a liberarsi e così tra i due inizia un grande combattimento. Armato di clava, Danemon Ban affronta un esercito di tanuki fino a duellare col loro capo. Vinto anche contro quest'ultimo si presenta dal proprietario terriero della regione per riscuotere i suoi ryo.